# 노름 공간
선형대수학 및 함수해석학에서 노름 공간(norm空間, 영어: normed space)은 원소들에 일종의 ‘길이’ 또는 ‘크기’가 부여된 벡터 공간이다. 이러한 크기는 노름(영어: norm 놈[*])이라고 하며, 삼각 부등식을 따라 거리 함수를 정의한다.
노름 공간의 정의에서, 하우스도르프 조건을 생략하면 반노름 공간(半norm空間, 영어: seminormed space)의 개념을 얻는다. 즉, 노름이 0인 벡터는 영벡터 밖에 없지만, 반노름(半norm, 영어: seminorm)이 0인 벡터는 영벡터가 아닐 수 있다.
삼각 부등식을 아래 부등식으로 변형하면 양의 실수 K에 대한 준노름이 된다.
{\displaystyle \|x+y\|\leq K(\|x\|+\|y\|)}

## 정의
{\displaystyle \mathbb {K} \in \{\mathbb {R} ,\mathbb {C} \}}가 실수체 또는 복소수체라고 하자.

### 통상적 정의
{\displaystyle \mathbb {K} }-벡터 공간 {\displaystyle V} 위의 반노름은 다음 두 조건들을 만족하는 함수
{\displaystyle \lVert \cdot \rVert \colon V\to [0,\infty )}
{\displaystyle \lVert \cdot \rVert \colon v\mapsto \Vert v\Vert }
이다.:25, §1.33
- (양의 동차성) 임의의 {\displaystyle a\in K} 및 {\displaystyle v\in V}에 대하여, {\displaystyle \Vert av\Vert =|a|\Vert v\Vert }
- (삼각 부등식) 임의의 {\displaystyle u,v\in V}에 대하여, {\displaystyle \Vert u+v\Vert \leq \Vert u\Vert +\Vert v\Vert }

반노름이 주어진 {\displaystyle \mathbb {K} }-벡터 공간 {\displaystyle (V,\lVert \cdot \rVert )}을 {\displaystyle \mathbb {K} }-반노름 공간이라고 한다.
{\displaystyle V} 위의 노름은 다음 조건을 추가로 만족하는 반노름 {\displaystyle \lVert \cdot \rVert }이다.:3–4, §1.2
- (양의 정부호성) 모든 {\displaystyle v\in V}에 대하여, {\displaystyle \Vert v\Vert =0}임은 {\displaystyle v=0}임과 동치이다.

노름이 주어진 {\displaystyle \mathbb {K} }-벡터 공간 {\displaystyle (V,\lVert \cdot \rVert )}을 {\displaystyle \mathbb {K} }-노름 공간이라고 한다.:3–4, §1.2

### 민코프스키 범함수를 통한 정의
{\displaystyle \mathbb {K} }-벡터 공간 {\displaystyle V}의 부분 집합 {\displaystyle S\subseteq V}의 민코프스키 범함수(영어: Minkowski functional)는 다음과 같다.
{\displaystyle \mu _{S}\colon V\to [0,\infty ]}
{\displaystyle \mu _{S}(v)=\inf\{t\in \mathbb {R} ^{+}\colon v\in tS\}}
{\displaystyle \mathbb {K} }-벡터 공간 {\displaystyle V} 위의 반노름은 다음 조건을 만족시키는 함수
{\displaystyle \lVert \cdot \rVert \colon V\to [0,\infty ]}
{\displaystyle \lVert \cdot \rVert \colon v\mapsto \Vert v\Vert }
이다.
- 어떤 균형 볼록 흡수 집합의 민코프스키 범함수이다.

(흡수성에 따라 반노름의 값은 항상 유한하다.) 이 정의는 반노름의 통상적 정의와 동치이다.

## 연산

### 직합
{\displaystyle \mathbb {K} }-노름 공간들의 (유한 또는 무한) 족 {\displaystyle (V_{i})_{i\in I}}과 실수 {\displaystyle 1\leq p<\infty }가 주어졌다고 하자. 그렇다면, 직합
{\displaystyle V=\bigoplus _{i}V_{i}}
에 다음과 같은 노름을 부여할 수 있다.
{\displaystyle \|(v_{i})_{i\in I}\|_{p}={\sqrt[{p}]{\|v_{i}\|_{V_{i}}^{p}}}}
그렇다면, {\displaystyle (V,\lVert \cdot \rVert _{p})} 역시 노름 공간을 이룬다.

### 부분 공간과 몫
{\displaystyle \mathbb {K} }-노름 공간 {\displaystyle V}의  {\displaystyle \mathbb {K} }-부분 벡터 공간 {\displaystyle W\subseteq V}가 주어졌다고 하자. 그렇다면, {\displaystyle W}에 {\displaystyle V}의 노름을 제한한 것을 부여하면, {\displaystyle W} 역시 {\displaystyle \mathbb {K} }-노름 공간을 이룬다.
{\displaystyle \mathbb {K} }-노름 공간 {\displaystyle V}의 닫힌 {\displaystyle \mathbb {K} }-부분 벡터 공간 {\displaystyle W\subseteq V}가 주어졌다고 하자. 그렇다면, 몫공간 {\displaystyle V/W} 위에 다음과 같은 노름을 부여할 수 있다.
{\displaystyle \|v+W\|_{V/W}=\inf _{w\in W}\|v+w\|_{V}}
그렇다면 {\displaystyle V/W} 역시 {\displaystyle \mathbb {K} }-노름 공간을 이룬다.

### 연속 쌍대 공간
{\displaystyle \mathbb {K} }-노름 공간 {\displaystyle (V,\|\|)}의 연속 쌍대 공간 {\displaystyle V'} 위에는 쌍대 노름
{\displaystyle \|f\|_{V'}=\sup _{v\in V\setminus \{0\}}{\frac {|f(v)|}{\|v\|_{V}}}}
을 부여할 수 있으며, 이에 따라 {\displaystyle V'} 역시 {\displaystyle \mathbb {K} }-노름 공간을 이룬다.

### 하우스도르프화
임의의 {\displaystyle \mathbb {K} }-반노름 공간 {\displaystyle (V,\|\|)}에 대하여, 다음과 같은 {\displaystyle \mathbb {K} }-부분 벡터 공간을 정의하자.
{\displaystyle N=\{v\in V\colon \|v\|=0\}}
그렇다면, 몫공간 {\displaystyle V/N} 위에는 반노름이 잘 정의되며, 이 경우 반노름은 노름이 된다. 이러한 구성은 예를 들어 르베그 공간의 정의에 등장한다.

### 완비화
{\displaystyle \mathbb {K} }-노름 공간 {\displaystyle (V,\|\|)}의 (거리 공간으로서의) 완비화 {\displaystyle {\bar {V}}} 위에 다음과 같은 노름을 정의하자.
{\displaystyle \|{\bar {v}}\|_{\bar {V}}=\lim _{i\to \infty }\|v_{i}\|_{V}\qquad ({\bar {v}}\in V)}
여기서 {\displaystyle (v_{i})_{i\in \mathbb {N} }}는 {\displaystyle {\bar {v}}}로 수렴하는 코시 열이다. 이를 부여하면 {\displaystyle {\bar {V}}}는 {\displaystyle \mathbb {K} }-바나흐 공간을 이룬다.
이 경우, 자연스러운 단사 {\displaystyle \mathbb {K} }-선형 등거리 변환
{\displaystyle V\hookrightarrow {\bar {V}}}
가 존재하여, {\displaystyle V}를 {\displaystyle {\bar {V}}}의 부분 공간으로 여길 수 있다. 만약 {\displaystyle V}가 이미 {\displaystyle \mathbb {K} }-바나흐 공간이라면, 위 함수는 전단사 함수이다.

## 성질
{\displaystyle \mathbb {K} }-반노름 공간 {\displaystyle V} 위에는 다음과 같은 유사 거리 함수를 부여하여 유사 거리 공간으로 만들 수 있다.
{\displaystyle d(u,v)=\|u-v\|=\|v-u\|\qquad (u,v\in V)}
만약 {\displaystyle V}가 노름 공간이라면, 이는 거리 공간을 이룬다. 유사 거리 공간 구조에 의하여, {\displaystyle \mathbb {K} }-반노름 공간은 항상 {\displaystyle \mathbb {K} }-위상 벡터 공간을 이룬다.
두 {\displaystyle \mathbb {K} }-반노름 공간 사이의 {\displaystyle \mathbb {K} }-선형 변환의 경우, 유계 작용소인 것과 연속 함수인 것이 서로 동치이다.

### 함의 관계
다음과 같은 함의 관계가 성립한다.
| {\displaystyle \mathbb {K} }-노름 공간   | ⇐ | {\displaystyle \mathbb {K} }-내적 공간     |
| ⇑                                        |   | ⇑                                          |
| {\displaystyle \mathbb {K} }-바나흐 공간 | ⇐ | {\displaystyle \mathbb {K} }-힐베르트 공간 |
즉, {\displaystyle \mathbb {K} }-노름 공간 {\displaystyle (V,\|\|)}가 주어졌을 때,
- 만약 {\displaystyle (u,v)\mapsto (\|u+v\|-\|u-v\|)/2}가 {\displaystyle \mathbb {K} }-쌍선형 형식을 이루면, {\displaystyle (V,\|\|)}는 {\displaystyle \mathbb {K} }-내적 공간을 이룬다.
- 만약 완비 거리 공간이라면, {\displaystyle (V,\|\|)}는 {\displaystyle \mathbb {K} }-바나흐 공간을 이룬다.
- 만약 {\displaystyle (V,\|\|)}가 {\displaystyle \mathbb {K} }-내적 공간이자  {\displaystyle \mathbb {K} }-바나흐 공간이라면, {\displaystyle (V,\|\|)}를 {\displaystyle \mathbb {K} }-힐베르트 공간이라고 한다.

### 노름화 가능 공간
{\displaystyle \mathbb {K} }-위상 벡터 공간 {\displaystyle V}에 대하여, 다음 두 조건이 서로 동치이며, 이를 만족시키는 {\displaystyle V}를 반노름화 가능 공간(영어: seminormable space)이라고 한다.:30, Theorem 1.39
- {\displaystyle V}의 위상은 낱개의 반노름으로 유도된다.
- 국소 볼록 공간이자 국소 유계 공간이다. 즉, {\displaystyle 0\in V}가 볼록 유계 근방을 갖는다.

{\displaystyle \mathbb {K} }-위상 벡터 공간 {\displaystyle V}에 대하여, 다음 두 조건이 서로 동치이며, 이를 만족시키는 {\displaystyle V}를 노름화 가능 공간이라고 한다.:30, Theorem 1.39
- {\displaystyle V}의 위상은 낱개의 노름으로 유도된다.
- 반노름화 가능 공간이며, 하우스도르프 공간이다.

## 예
모든 벡터 공간에서 자명 반노름(영어: trivial seminorm) {\displaystyle \Vert v\Vert =0}은 반노름을 이루지만, 이는 ({\displaystyle V}가 0차원이 아니라면) 노름을 이루지 못한다.

### 체
체 {\displaystyle \mathbb {K} \in \{\mathbb {R} ,\mathbb {C} \}}는 스스로에 대한 1차원 벡터 공간을 이룬다. 이 경우 절댓값 {\displaystyle \Vert a\Vert =|a|}은 노름을 이룬다.

### 유클리드 공간에서의 노름

서로 다른 노름 공간에서 정의된 단위원.

임의의 {\displaystyle 1\leq p\leq \infty }에 대하여, 유클리드 공간 {\displaystyle \mathbb {R} ^{n}} 위에 다음과 같은 노름 {\displaystyle \lVert \cdot \rVert _{p}}을 정의할 수 있으며, 이를 Lp 노름이라고 한다.
{\displaystyle \Vert \mathbf {x} \Vert _{p}=\left(\sum _{i=1}^{n}|x_{i}|^{p}\right)^{1/p}}
여기서 {\displaystyle p=2}인 경우는 표준적인 유클리드 노름
{\displaystyle \Vert \mathbf {x} \Vert _{2}={\sqrt {\sum _{i=1}^{n}|x_{i}|^{2}}}}
이다. 만약 {\displaystyle p=\infty }일 경우는 상한 노름(영어: supremum norm)
{\displaystyle \Vert \mathbf {x} \Vert _{\infty }=\lim _{p\to \infty }\left(\sum _{i=1}^{n}|x_{i}|^{p}\right)^{1/p}=\max\{|x_{1}|,|x_{2}|,\dots ,|x_{n}|\}}
이 된다. {\displaystyle p=1}인 경우는 맨해튼 노름
{\displaystyle \Vert \mathbf {x} \Vert _{1}=\sum _{i=1}^{n}|x_{i}|}
이 된다.
{\displaystyle \ell ^{p}} 노름 말고도 유클리드 공간 위에 수많은 노름들을 정의할 수 있다. 예를 들어, {\displaystyle \mathbb {R} ^{4}} 위에는 다음과 같은 노름이 존재한다.
{\displaystyle \Vert x\Vert =2|x_{1}|+{\sqrt {3|x_{2}|^{2}+\max(|x_{3}|,2|x_{4}|)^{2}}}}
그러나 유클리드 공간 위의 모든 노름은 같은 위상을 유도한다.

## 같이 보기
- 바나흐 공간
- 핀슬러 다양체
- 내적 공간
- 국소 볼록 공간
- 공간#수학